# Hotell Malmen

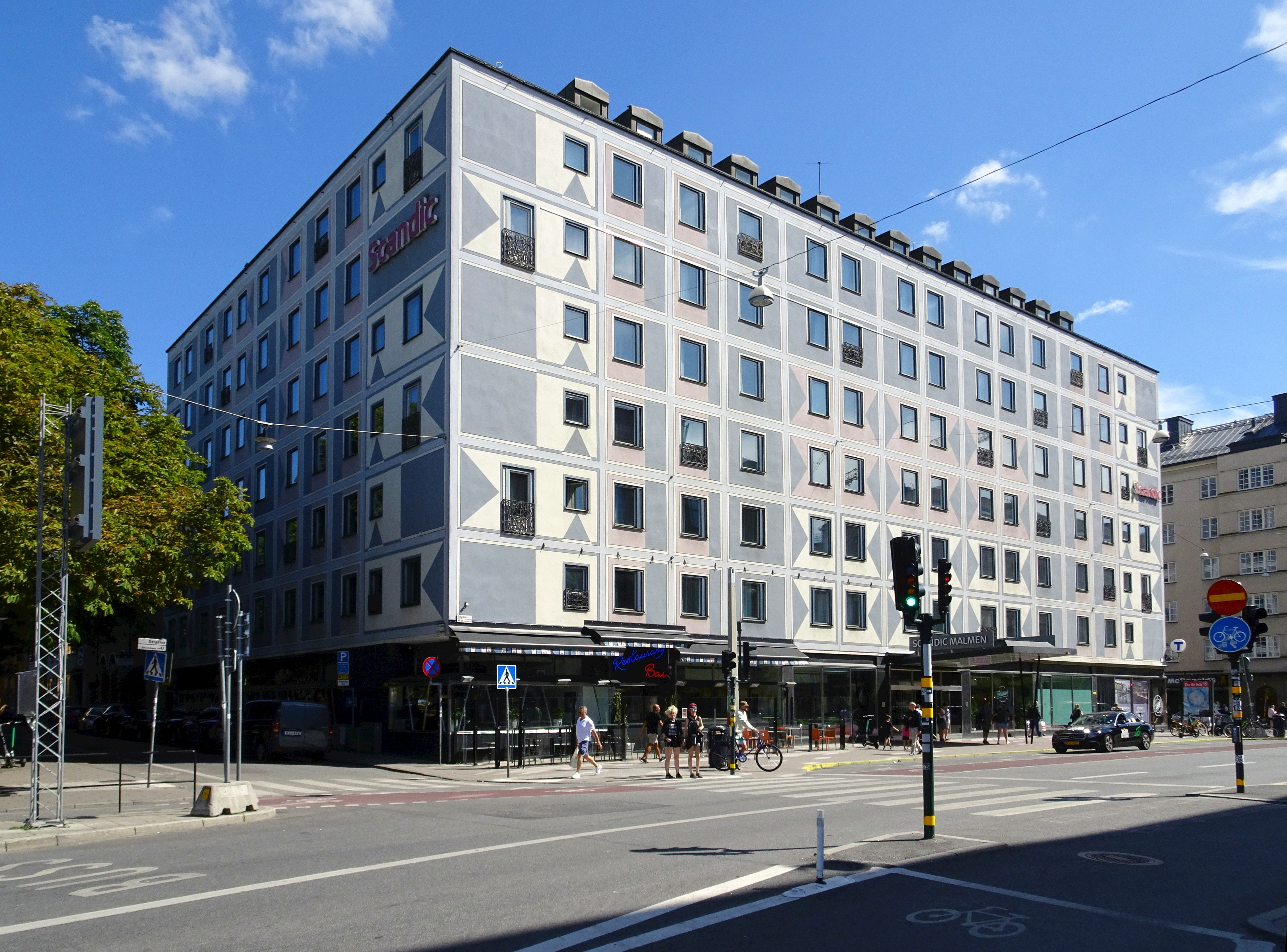
Hotell Malmen i juli 2020.

Hotell Scandic Malmen, kort Malmen, är ett hotell vid Götgatan 49–51 på Södermalm i Stockholm. Fastigheten är grönmärkt av Stadsmuseet i Stockholm vilket innebär att det kulturhistoriska värdet anses vara särskilt hög från historisk, kulturhistorisk, miljömässig eller konstnärlig synpunkt.

## Historik

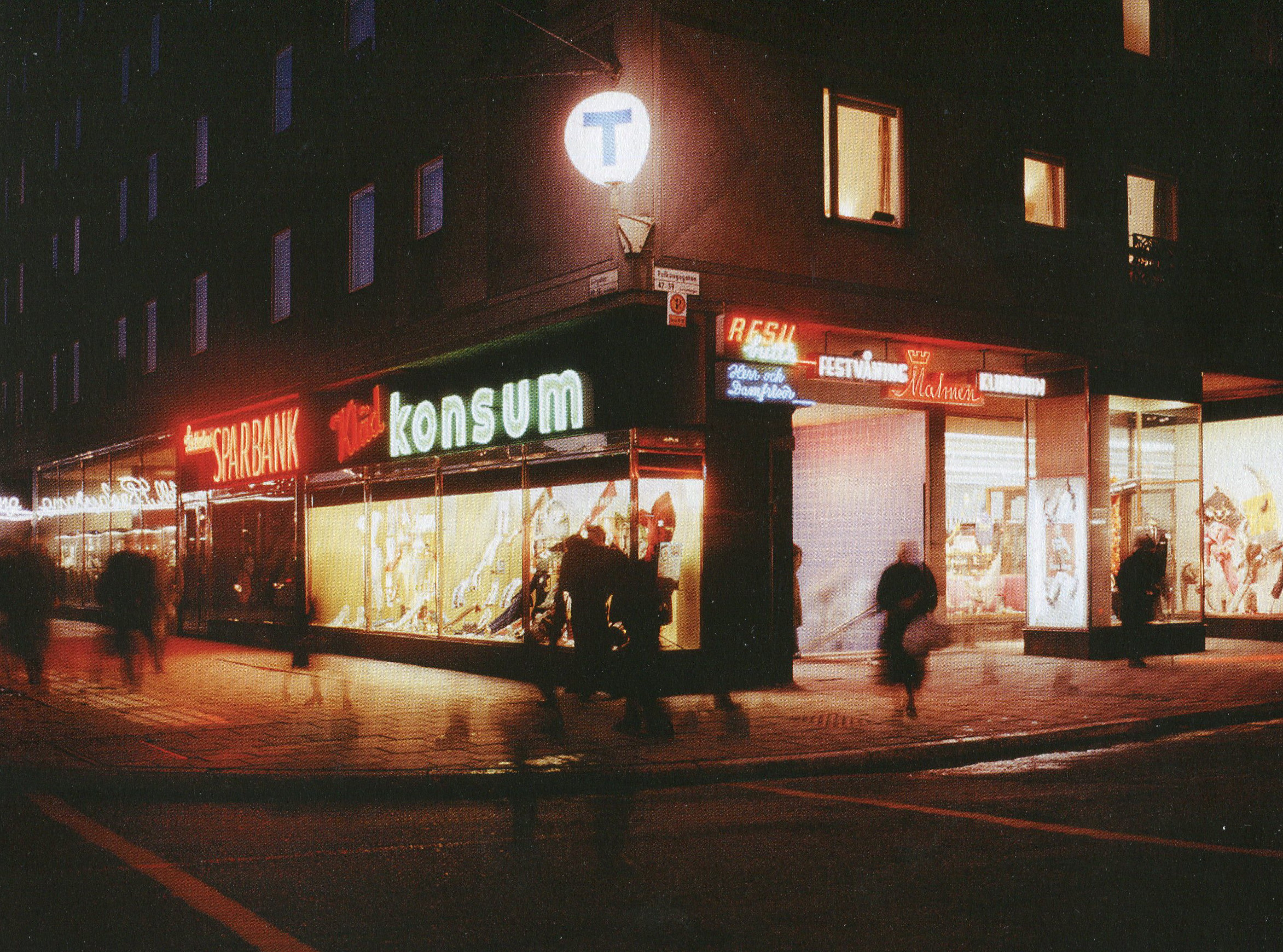
Hotell Malmen 1958 med en filial för Stockholms sparbank och Konsum.

Hotell Malmen uppfördes mellan 1948 och 1951 på platsen för Stora Teatern som när det invigdes 1916 var en av Stockholms största biografer. Hotellet var en av 1950-talets intressanta kommersiella designsatsningar gestaltad i en personlig modernistisk arkitektur. Byggherre var Kommunal Hotell AB. Huset ritades av Georg Varhelyi. För inredningen ansvarade Carl-Axel Acking och hans medarbetare inredningsarkitekterna Lia Gottfarb, Rune Hjort, Erik Karlström och Vava Åberg. Ackings inredning blev högklassig trots sparkrav, bland annat sparade man på utrymmen genom smala rum och extrabädden var en bäddsoffa. Ett stort antal konstnärer och konsthantverkare anlitades även för den omfattande utsmyckningen. Bland textilleverantörerna kan nämnas Elsa Gullberg och för framtagandet av samtliga gästrumsmattor stod Viola Gråsten. Textilkonstnärerna Marianne Richter och Gunilla Lagerbielke smyckade väggarna i restaurangen. En väsentlig utsmyckningsdetalj i festvåningens så kallade Röda Salongen var sju flossamattor komponerade av Barbro Nilsson och vävda vid Märta Måås-Fjetterströms AB i Båstad. Konstnärerna Randi Fisher och Olle Gill ansvarade för muralmålningar i Blå galleriet samt i gästrumskorridorerna.
Byggnadens fasader har renoverats några gånger, men har behållit det karaktäristiska grafiska mönstret i blågråa putsnyanser. På hörnet mot Folkungagatan fanns redan från början en tunnelbanenedgång till station Medborgarplatsen och i bottenvåningen låg en filial för Stockholms Sparbank med direktingång från gatan och från hotellobbyn. Bankfilialen avvecklades på 1980-talet. 
Internationella bandyförbundet bildades vid ett möte på hotellet i februari 1955.
Hotell Malmen har bytt ägare flera gånger och ingår sedan 2009 i hotellkedjan Scandic. Lilla Hotellbaren har en konsertscen.

## Fakta
- Antal våningar: 9
- Antal rum: 290
- Antal mötesrum: 4

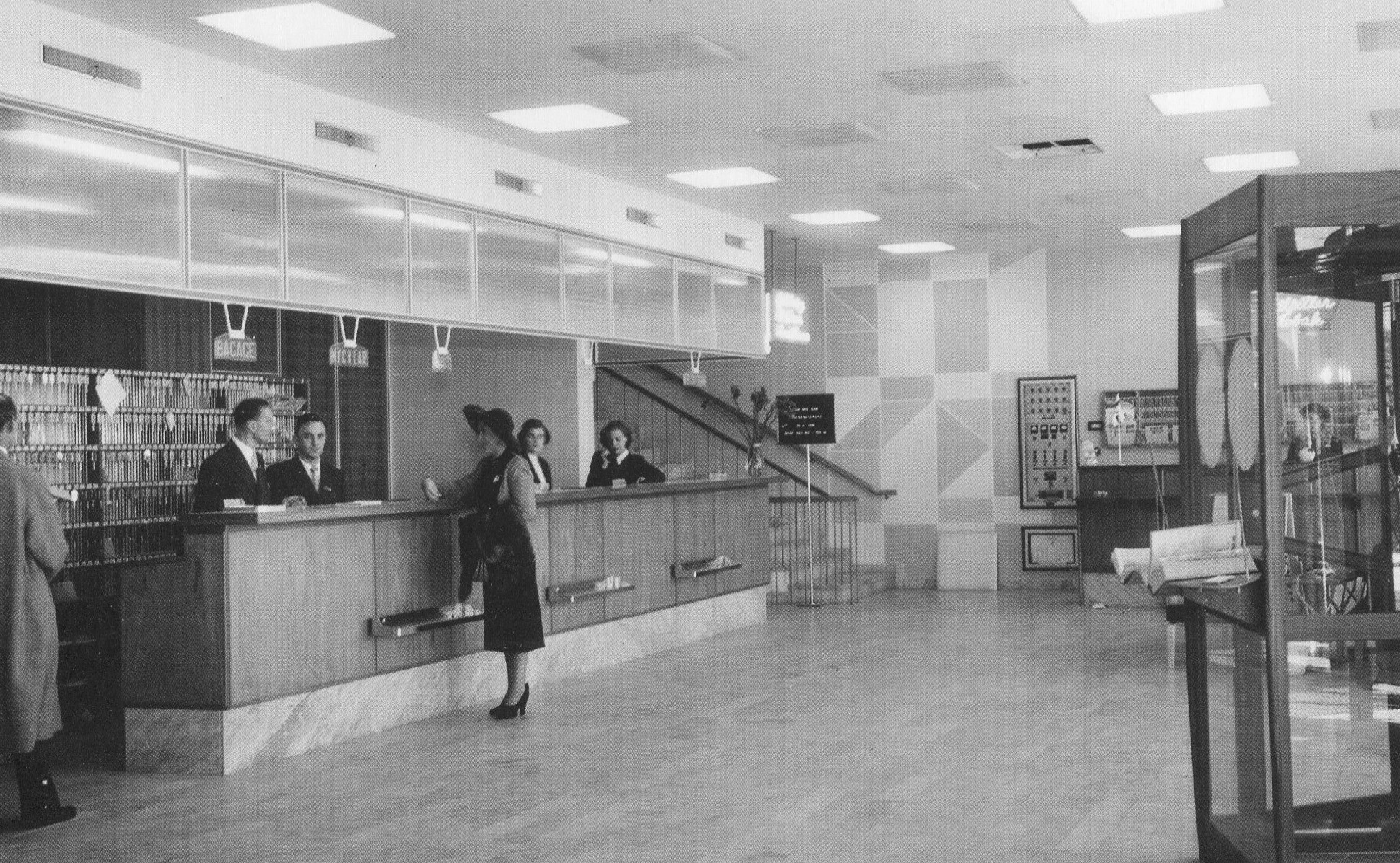
Hotellets reception 1951.

- Maxkapacitet i största mötesrummet: 120 sittande
- Antal allergivänliga rum: 202
- Antal tillgänglighetsanpassade rum: 2
- Antal husdjursvänliga rum: 88
- Antal gym: 1
- Frisör (Barbers shop)

## Interiörbilder

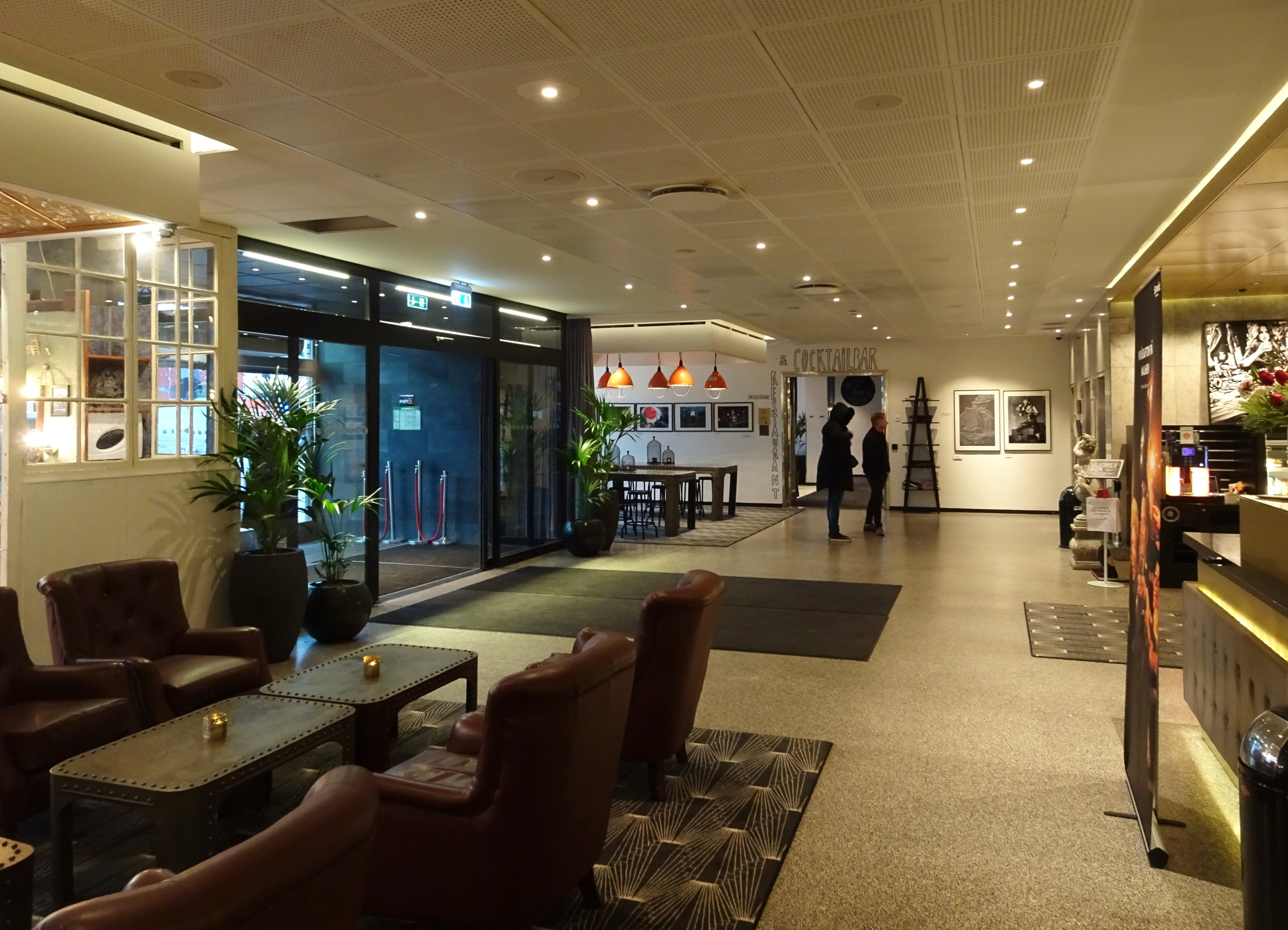
Entréhallen.
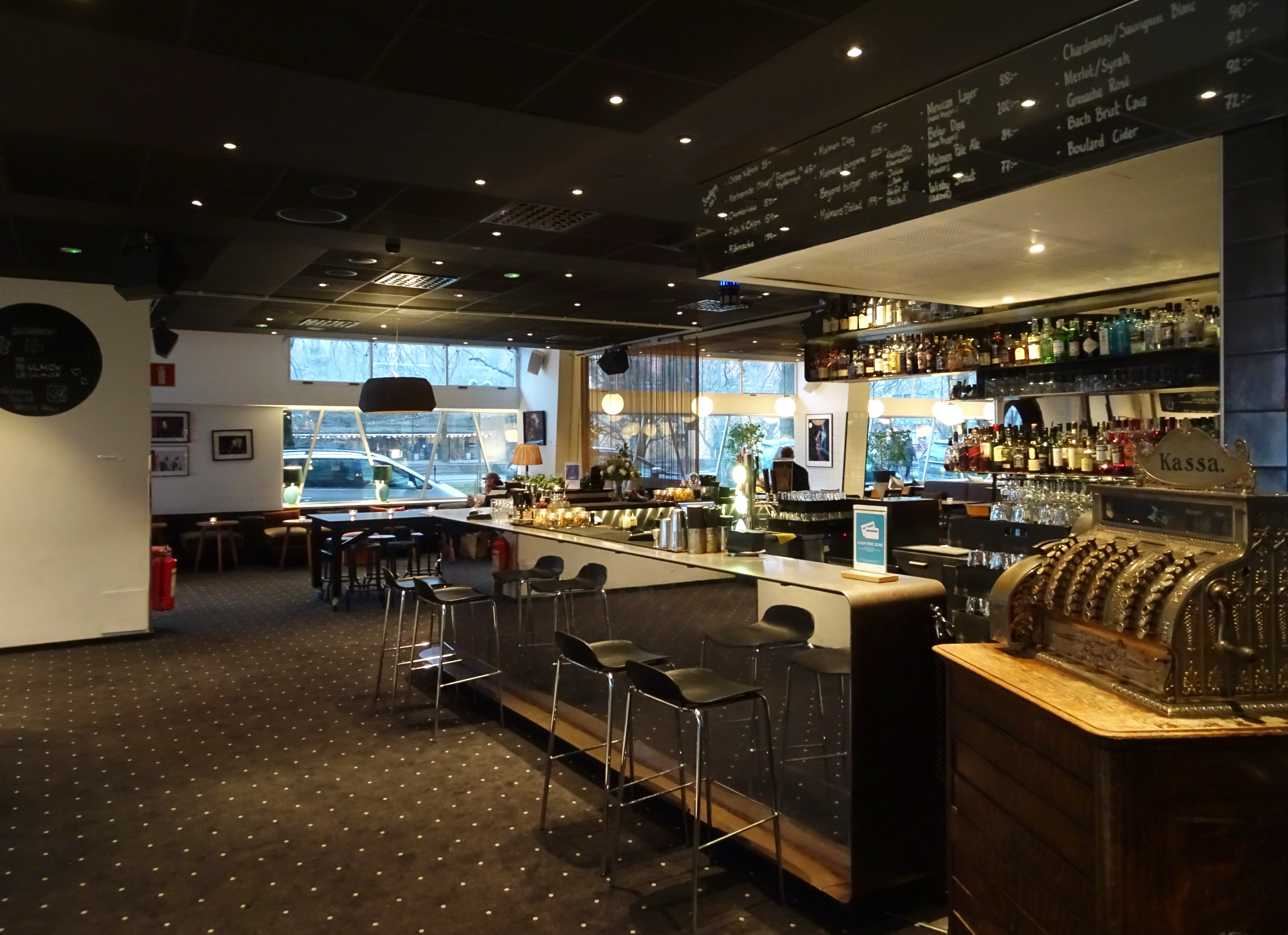
Baren.
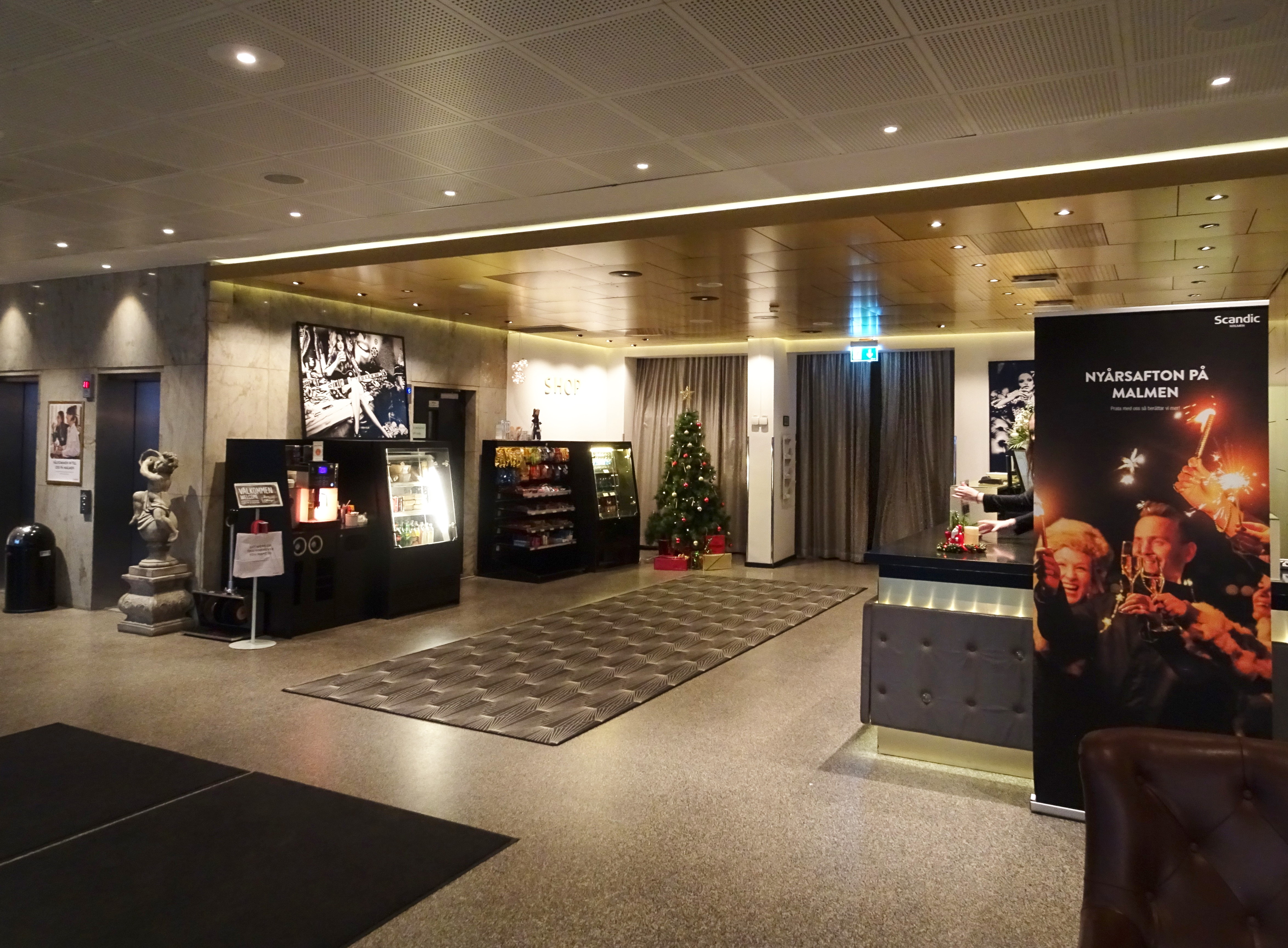
Receptionen.
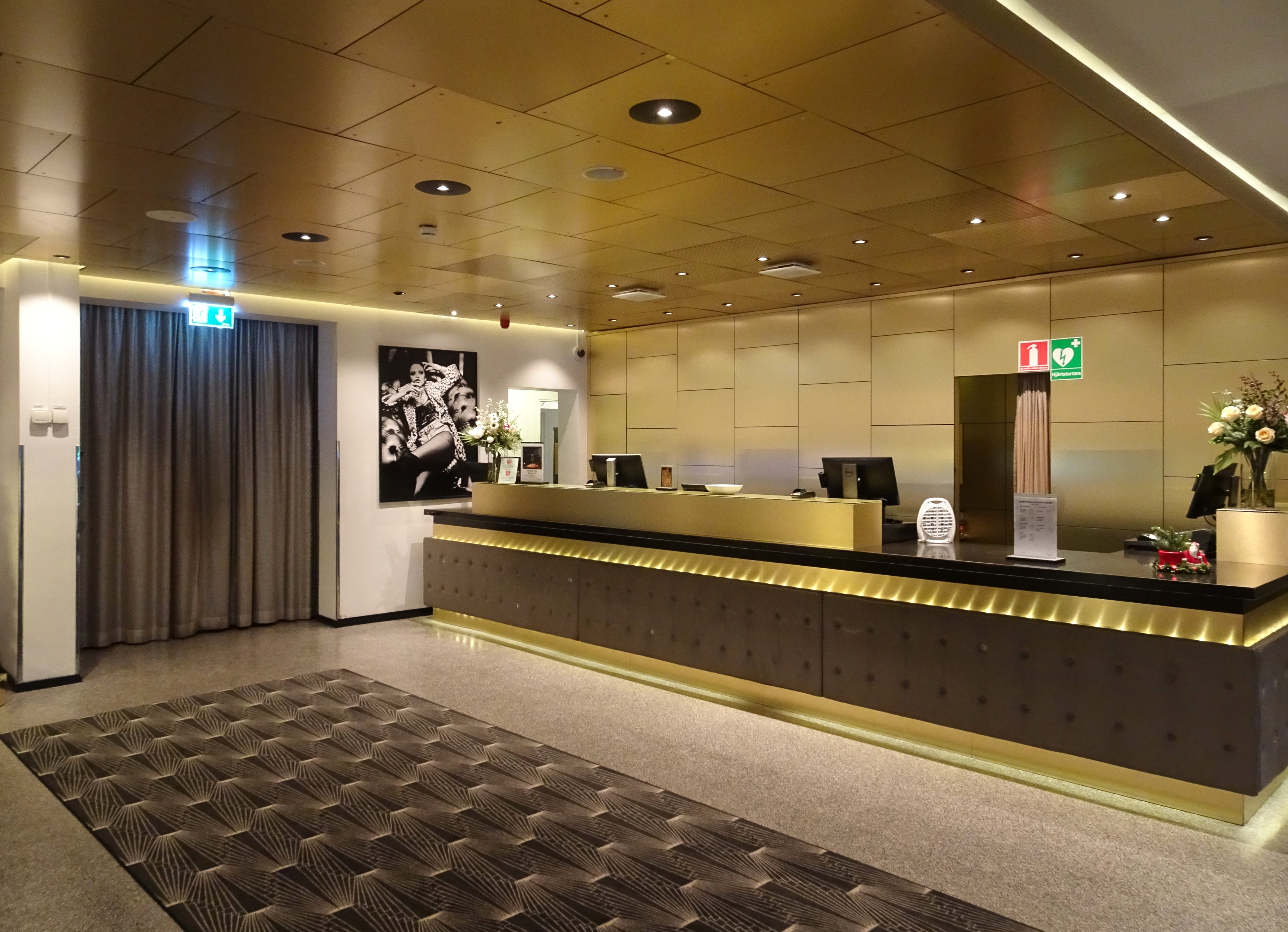
Receptionsdisk.
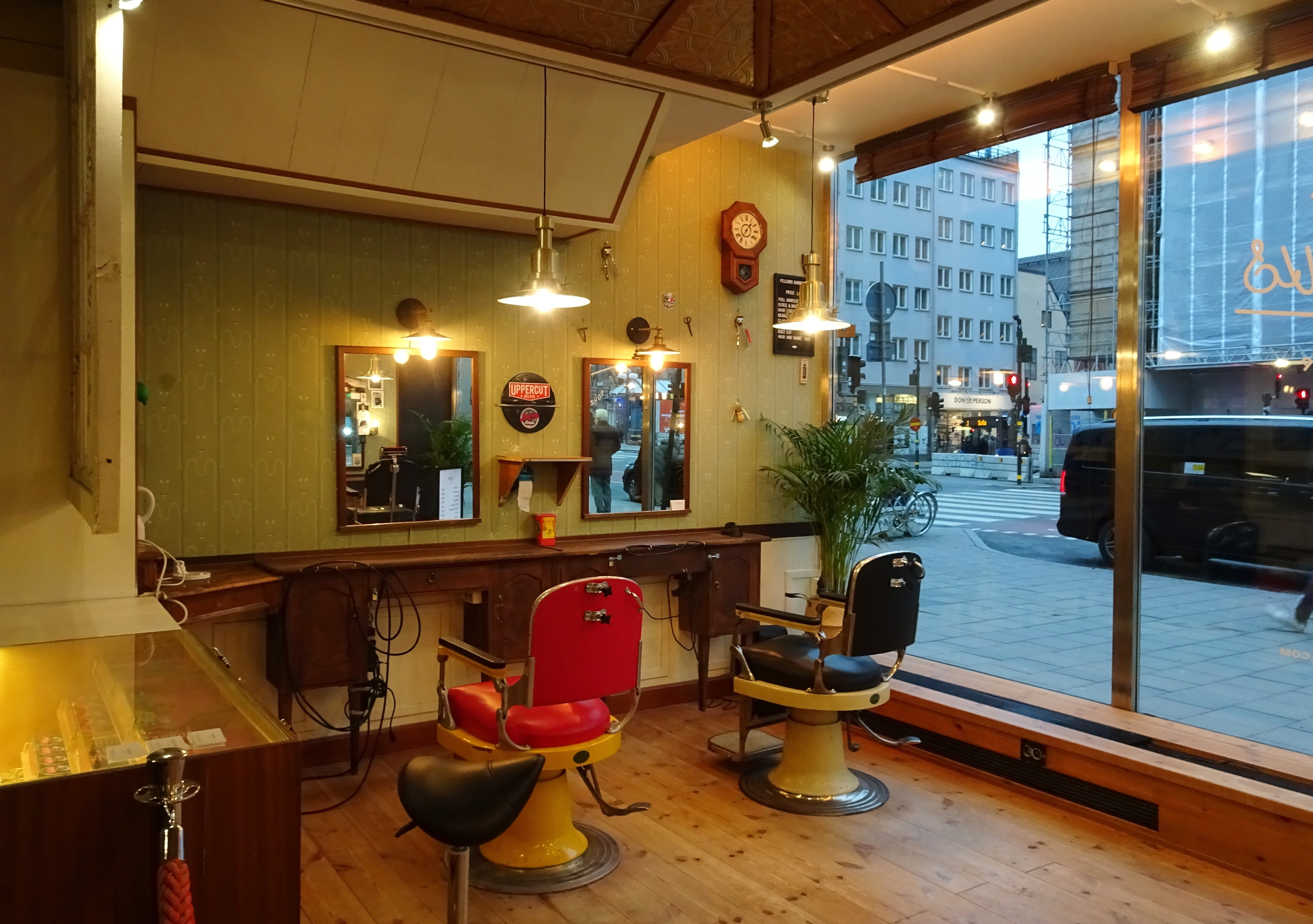
Barbers shop.